# Marcelijus Martinaitis
Marcelijus Teodoras Martinaitis (* 1. April 1936 in Paserbentys, Rajongemeinde Raseiniai; † 5. April 2013 in Vilnius) war ein litauischer Dichter.

## Leben
Er absolvierte 1956 Polytechnikum Kaunas. 1964 absolvierte das Diplomstudium an der Vilniaus universitetas (VU) und arbeitete danach in den Redaktionen der Zeitungen und Zeitschriften. Ab 1980 lehrte er am Lehrstuhl für litauische Literatur an der VU. 1989 wurde er Deputat im Obersten Sowjet der Sowjetunion.

## Preise, Ehrungen
- 1984, Staatspreis Sowjetlitauens
- 1995, Paulius-Širvys-Preis
- 1995, DLK Gediminas-Orden
- 2010, Žemaitė-Preis
- 2010, Ehrenbürger der Rajongemeinde Raseiniai